# 窒息
窒息（英語：asphyxia）是呼吸过程受阻或发生异常，全身各器官组织严重缺氧，二氧化碳潴留而引起的组织细胞代谢障碍、功能失调和形态结构损伤的病理状态。憋气（suffocation）是窒息的症状，患者自觉胸中窒塞不通，憋闷不舒，呼吸不畅。
窒息的成因很多，臨床定義也略微不同：在急救上的定義為「氣道遭外來物件阻塞而無法呼吸」；在法醫學上則指因缺氧而死亡，窒息是緊急醫療狀況，窒息也是燒炭自殺者的死因。

## 成因
造成個體窒息的原因極多，若依照由外往內及氧氣輸送順序之原則進行分類，大略如下：
- 環境因素：環境無氧或環境氧分壓低下，例如：
  - 湖泊噴發
  - 環境中氧氣被低反應性氣體取代，如惰性氣體、氮氣、二氧化碳等
  - 母體血液缺氧導致的胎兒窒息（英语：Perinatal asphyxia）
- 外呼吸道阻障：口或鼻被阻障或口鼻兩者都被阻障
  - 被沙、山泥（英语：Slurry）或雪活埋
  - 悶息（smothering），外呼吸通道如口、鼻被阻障，阻障物通常是手掌或軟布
  - 口部堵塞（gagging），狹義指只有口部被阻障的情況。這是強盜案或綁架案中常見的窒息死亡原因，人質的嘴巴通常被布料或膠帶封住，防止人質說話或吼叫，這種情況雖然鼻部呼吸道短時間內還是暢通的，但是隨後很可能因為黏液的分泌或組織腫起來而導致窒息。[5]
  - 面部朝下的位置性窒息（英语：positional asphyxia）。例如嬰兒俯睡致使的嬰兒猝死症，不需要外來異物堵住口鼻，光靠頭部的重量就能被動地把口鼻壓在床墊或地板等接面上造成窒息
  - 性虐待遊戲
  - 酷刑（如水刑）
- 內呼吸通道阻障：咽、喉、氣管、支氣管上述四者其中一樣或其中多者堵塞，導致空氣無法流通
  - 異物堵塞呼吸道
  - 遇溺中的乾溺（英语：dry drowning）。當呼吸道進水，且無法完全把水咳出或吞嚥時，會進行喉痙攣反應，喉或聲帶會進行收縮防止水進入肺部。過久的喉痙攣反應有時雖然保護了肺部，但卻堵塞了內呼吸道。
  - 液體阻塞氣道，例如吸入嘔吐物中的食糜或是出血
  - 氣管因過敏反應或氣喘而收縮
  - 阻塞性睡眠呼吸中止症
  - 頸部被纏或被捏，例如勒頸（英语：strangling），根據1897年法國病理學家布魯瓦戴（英语：Paul Brouardel）的計算，施加近2公斤重的力可以阻斷頸靜脈[6]、5公斤重的力可以阻斷頸動脈、必須對頸部施加約15公斤重的力才能封閉氣管[7]、因此實務上被勒者因氣管被封閉而死亡較為少見。而施加30公斤重的力則可阻斷椎動脈。
  - 分娩時脐帶纏頸導致的胎兒窒息
- 胸腔無法進行呼吸動作：即使其他呼吸道皆通暢亦無法進行進氣動作，俗稱創傷性窒息(traumatic asphyxia)
  - 胸膛或腹部被壓碎或緊壓的位置性窒息，經常是被訓練不良的軍警人員壓制過久的結果
  - 中樞神經如腦幹或脊髓受損，導致傳給胸腔動作的電子訊號異常，例如運動員弗洛倫斯·格里菲斯-喬伊娜因癲癇而窒息死亡的案例
  - 中樞神經性睡眠呼吸中止症（英语：central sleep apnea）
  - 箭毒類藥物中毒
- 肺部空氣交換阻障：肺部交換氧氣的能力下降或喪失。大部分此類窒息來自肺部疾病
  - 肺炎
  - 肺水腫
  - 急性呼吸窘迫症候群
  - 繼發性溺水，2%到5%的溺水者剛溺水後看似沒有異狀，24小時以後才產生肺水腫及呼吸窘迫症候群的症狀
- 心臟功能受損：心臟功能異常使血液循環和氧氣輸送能力變差，間接導致窒息
- 血液輸氧能力下降：血液若無法有效送氧即意味著身體組織(尤其末梢)將缺乏氧進行各種生化反應，也難以產生能量
  - 貧血
  - 紅血球與氧氣結合能力下降，如被一氧化碳取代
  - 閉氣（英语：apnea）過久(不論有意識地自願閉氣或生理上非自願閉氣)，血液中的氧氣量會下降，二氧化碳量會上升
- 細胞無法使用氧氣：即使血液能良好地供應氧氣給細部的組織與細胞，但細部組織、細胞無法使用也算是缺氧的原因
  - 接觸氰化物，細胞色素氧化酶受到抑制，俗稱化學性窒息

窒息雖然不一定導致死亡，但常導致腦部損害。

## 症狀
俗稱“過時的診斷五重奏”的五種經典症狀是早期判斷死者是否為窒息而死的重要依據，然而這五種症狀未必由窒息產生，因此現代要確切地的判斷某人是否為窒息而死，尚需其他證據佐證。
- 瘀點出血(petechial hemorrhages)
  - 血點塊小於2毫米(mm)者稱為瘀點，而大於2毫米者統稱為淤斑（英语：ecchymosis）。肉眼可見的瘀點大多來自小靜脈內部血壓急遽升高而破裂產生。瘀點尤其容易出現在末梢的軟組織如眼瞼、鞏膜、心包等處。雖然瘀點產生的病理原因很多，不過皮膚及內臟的瘀點，尤其後者，皆是重要的屍體現象。其中，胸膜臟層的瘀點又特稱為答迪厄斑點，以紀念當初調查童屍時發現這種斑點的法國醫生答迪厄（英语：Auguste Ambroise Tardieu）。瘀點的出現及數量，是推算死後間隔時間（英语：post-mortem interval）的重要依據。[9]
- 充血(congestion)以及浮腫(edema)
  - 充血及浮腫皆為靜脈無法回流的結果。頸部被壓迫的情形下，臉、唇、舌會腫脹並發紅。充血部位會伴隨著發紺產生明顯的顏色變化。窒息也會導致內臟充血，在被勒頸的狀況下，舌、咽、喉尤為明顯。胸部受壓制而無法進行呼吸動作的狀況則會造成靜脈壓遽升，並伴隨發紺現象。
  - 靜脈堵塞若持續一段時間以後，充血會伴隨組織腫大（英语：swelling (medical)），是為浮腫。浮腫來自靜脈系統背壓導致小靜脈壁、微血管血漿體液快速滲漏而出。值得一提的是，缺氧雖然會導致內皮通透性（英语：Vascular permeability）提升，但總體而言其他缺氧情況造成的浮腫都不如被勒頸所造成的浮腫明顯，是故嚴重的浮腫是判斷窒息的重要依據。勒頸數分鐘後，組織液會快速滲入腦部，導致腦浮腫（英语：cerebral edema）。部分勒頸案例中，浮腫組織液(hemorrhagic edema fluid)會以白沫的形式從口、鼻處流出。[10]肺水腫而窒息者，組織液會滲入肺泡。
- 發紺(cyanosis)
- 右心漲大(engorgement of the right heart)
  - 右心漲大的症狀也出現在其他多種心臟疾病中，故現代的醫學或法醫學鮮少以此症狀判斷是否為窒息
- 血液流動性上升(fluidity of the blood)
  - 血液中二氧化碳上升導致血纖維蛋白溶酶（英语：fibrinolysin）增加，進而又促進血纖維蛋白分解（英语：fibrinolysis）反應的現象。因為該反應不穩定，且與窒息的相關性極低，現代的醫學或法醫學鮮少以此症狀診斷窒息。[11]
- 嘴唇、指甲和眼角膜發紫（如由一氧化碳（CO）和氰離子（CN-）造成則呈粉紅色）。
- 昏迷
- 沒有呼吸

## 參看
- 自缢
- 絞刑
- 阿貝芬礦難（英语：Aberfan disaster），超過140名死者死因為外呼吸道被煤炭泥漿堵住而窒息

## 延伸閱讀
- Sir James Kay-Shuttleworth. . Longman, Rees, Orme, Brown, Green & Longman. 1834.
- Elsner R. . Undersea Biomed Res. September 1989, 16 (5): 339–44  [2018-08-11]. PMID 2678664. （原始内容存档于2010-08-08）.

## 外部連結
- 维基共享资源上的相關多媒體資源：窒息
- Cross-side to chest compression choke

template:Consequences of external causes